# افرا ساراچ‌اوغلو
افرا ساراچ‌اوغلو (به ترکی استانبولی: Afra Saraçoğlu) (زادهٔ ۲ دسامبر ۱۹۹۷، استانبول) بازیگر زن اهل ترکیه است. افرا فارغ‌التحصیل لیسانس رشته ادبیات تطبیقی از دانشگاه اسکی شهیر آناتولی است از طریق تلویزیون وارد عرصه بازیگری شد و در مدلینگ نیز فعالیت دارد. ساراچ‌اوغلو در نخستین فیلمی که بازی کرد ازجان دنیز هم وجود داشت که سبب موفقیت این بازیگر شد. ساراچ‌اوغلو در سریال فضیلت خانم و دخترانش که در شبکه استار تی‌وی پخش شد در نقش اِجِه بازی کرد و محبوبیت زیادی در بین تماشاگران پیدا کرد. وی در سال ۲۰۱۹ در سریال معلم در کنار ایلکر کاللی ( نقش اصلی ) و مرت رمضان دمیر ( پارتنر) ایفای نقش کرد. وی در سریال چشم چران عمارت (دارای داستانی بر اساس واقعیت) در کنار مرت رمضان دمیر  که بعد از ۳ سال با او دوباره همبازی شده است ، در نقش سیران ایفای نقش می‌کند 
و اکنون مرت رمضان دمیر شریک زندگی او است و رابطه عاطفی را باهم شروع کرده اند .

## فیلم‌شناسی
| تلویزیون  | تلویزیون             | تلویزیون     |
| سال       | عنوان                | نقش          |
| --------- | -------------------- | ------------ |
| ۲۰۱۷–۲۰۱۸ | فضیلت خانم و دخترانش | اجه چامکیران |
| ۲۰۱۹      | خواهرزاده‌ها          | حیات چتین    |
| ۲۰۲۰      | معلم                 | گیزم بزکورت  |
| ۲۰۲۱      | کاج سبز              | تولین        |
| ۲۰۲۲      | چشم‌چران عمارت        | سیران کورهان |
| سینما     |                      |              |
| سال       | عنوان                | نقش          |
| ۲۰۱۶      | شانس دوباره          | چیچک         |
| ۲۰۱۷      | بچه بد               | کایلا        |
| ۲۰۱۸      | بازی خوب             | آدا          |
| ۲۰۱۸      | عشق اینه             | گولوم        |